# Wadi ACC
Wadi ACC là một thị xã của quận Gulbarga thuộc bang Karnataka, Ấn Độ.

## Nhân khẩu
Theo điều tra dân số năm 2001 của Ấn Độ, Wadi ACC có dân số 4706 người. Phái nam chiếm 65% tổng số dân và phái nữ chiếm 35%. Wadi ACC có tỷ lệ 78% biết đọc biết viết, cao hơn tỷ lệ trung bình toàn quốc là 59,5%: tỷ lệ cho phái nam là 82%, và tỷ lệ cho phái nữ là 71%. Tại Wadi ACC, 6% dân số nhỏ hơn 6 tuổi.